# Molophilus (Molophilus) luxuriosus
Molophilus (Molophilus) luxuriosus is een tweevleugelige uit de familie steltmuggen (Limoniidae). De soort komt voor in het Neotropisch gebied.